# 嘉義植物園
嘉義植物園 (かぎしょくぶつえん）（嘉義樹木園、山仔頂植物園とも呼ばれる）は台湾の嘉義市東区にある植物園である。面積は8.6ヘクタールの植物園で、1906年に台湾総督府殖産局のゴム試験農園として設立された。現在は中華民国農業部、林業試験場が管轄している。

## 歴史
1906年に台湾総督府殖産局によってゴムの生産の実験と育苗のために山仔頂に設立された。1911年に「林業試驗場嘉義支場」と改称された。1919年から1920年は台湾総督府中央研究所林業部の下部組織となり、1921年にゴム栽培の研究は終了した。他の試験場を統合し嘉義林業試驗支所となり熱帯樹木の栽培試験に用いられた。昭和に入ってマホガニー、タガヤサンなど南洋群島、オーストラリア、南米からの樹木が試験栽培された。
第二次世界大戦後、中華民国行政院農業委員会に接収され、「中埔分所嘉義工作站」が管理するようになったが、樹木の栽培試験は行われなかった。その後、教育やレクレーションの施設が整備され、植物園として活用されるようになった。62科175種の樹木が栽培されている。
嘉義を含む地域の旧称の諸羅の景勝地、「諸羅八景」などに選ばれた。

## 植物園の画像

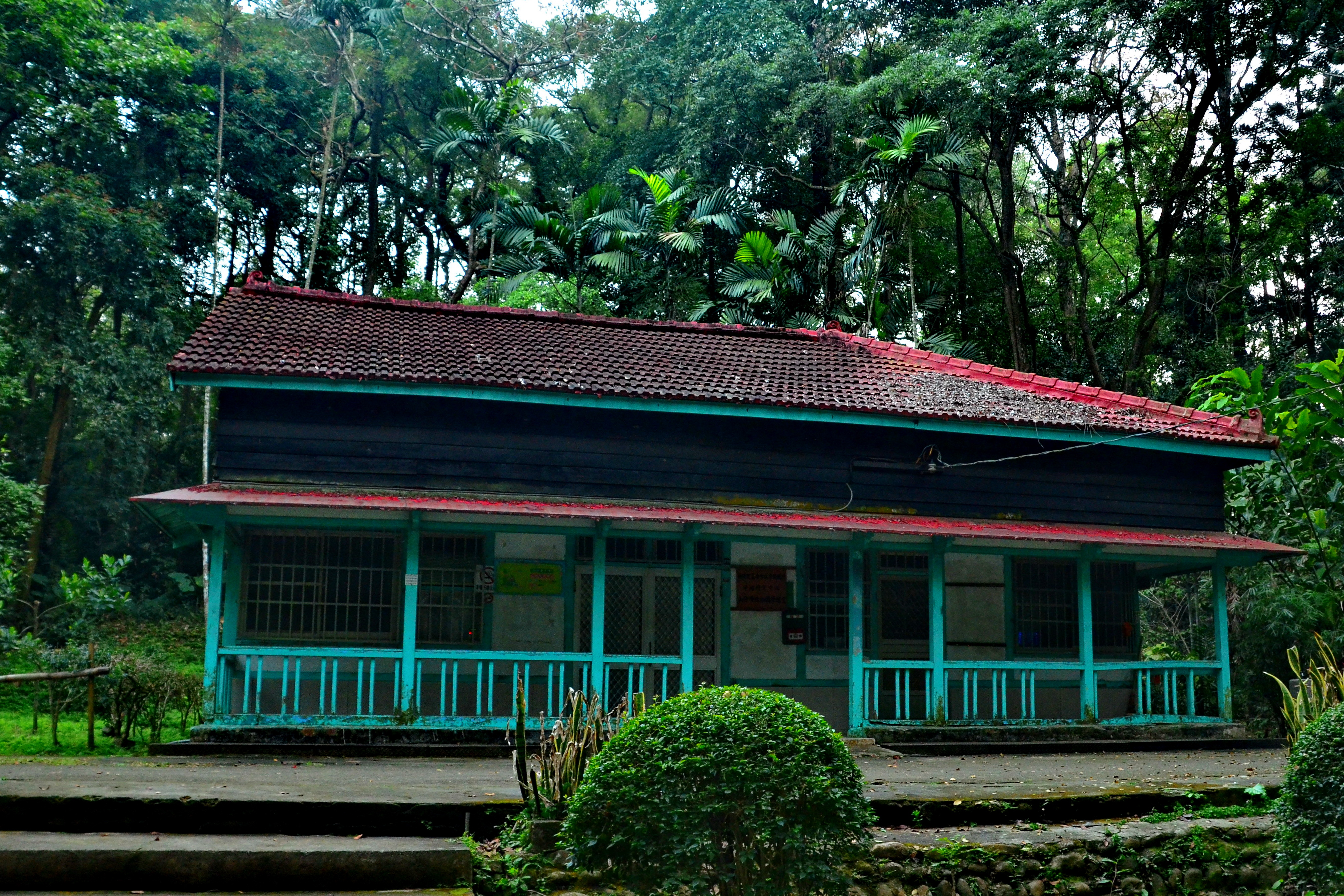
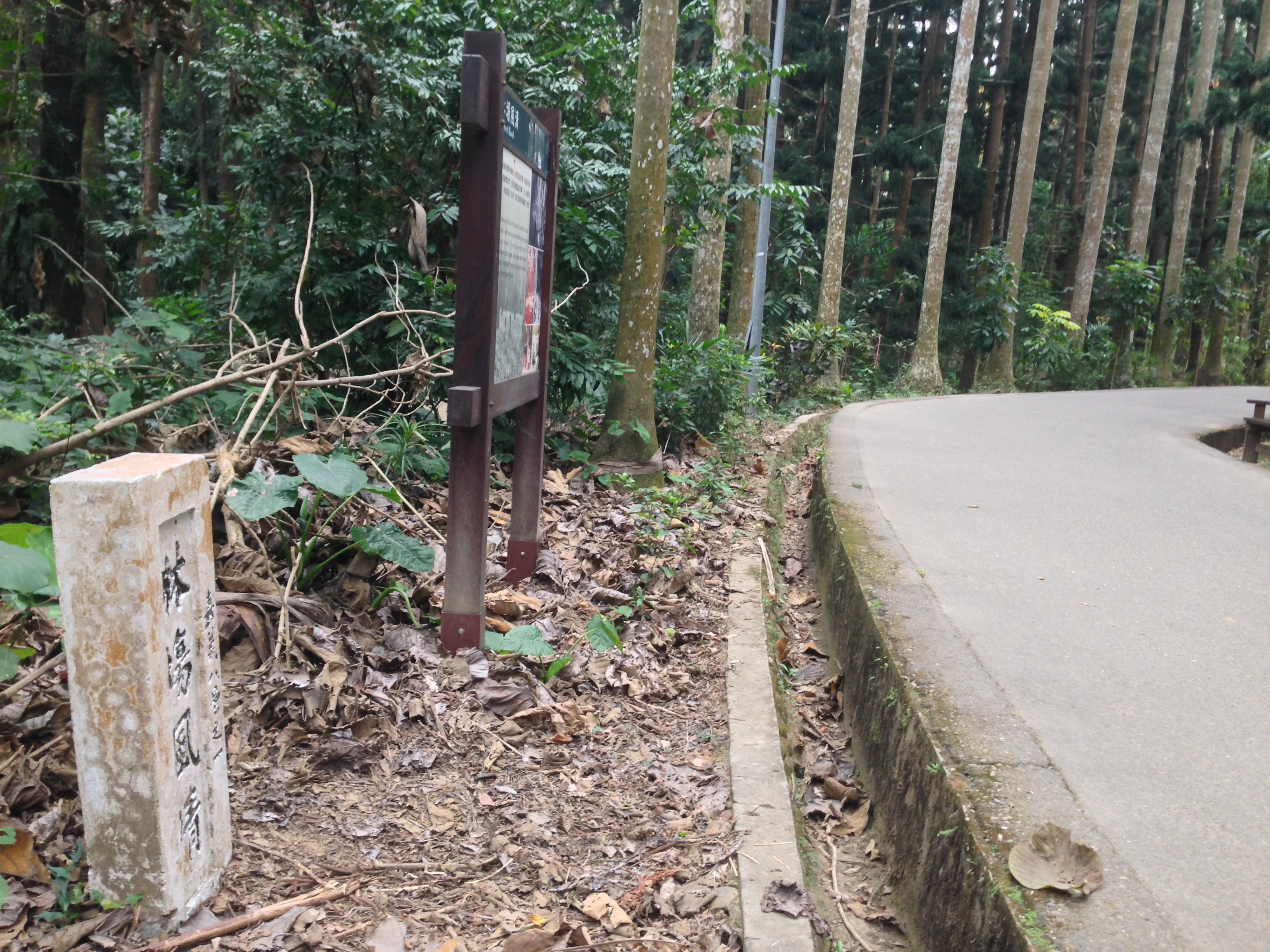
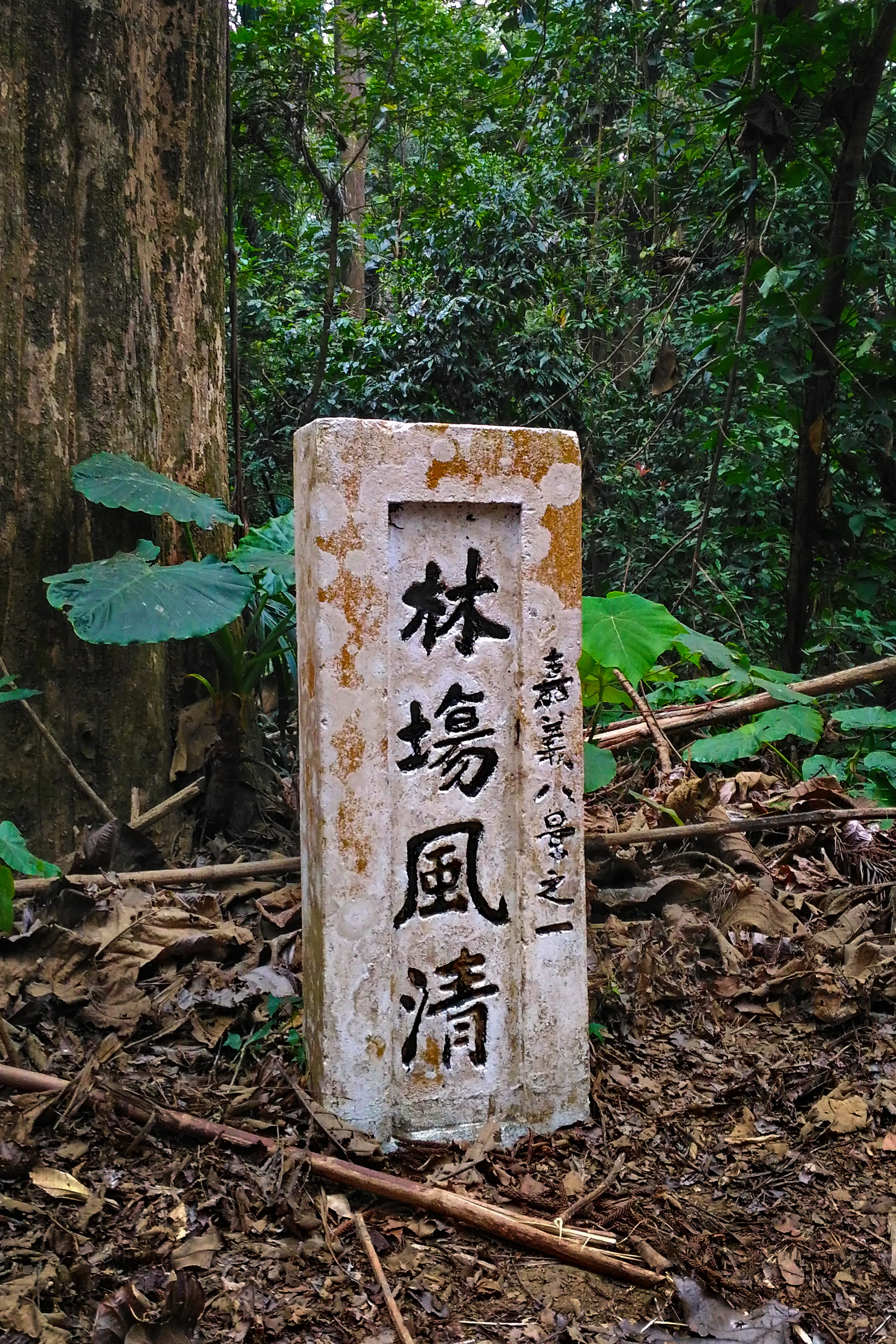

## 交通アクセス
停留場:嘉義公園
- 嘉義BRT

停留所:嘉義公園
- 嘉義市公車（市バス）
  - 66